# Pernell Whitaker
Pernell Whitaker (* 2. Januar 1964 in Norfolk, Virginia; † 14. Juli 2019 in Virginia Beach, Virginia) war ein US-amerikanischer Boxer, dessen Profikarriere von 1984 bis 2001 andauerte. Er war Weltmeister der IBF, WBC und WBA im Leichtgewicht, Weltmeister der IBF im Halbweltergewicht, Weltmeister der WBC im Weltergewicht und Weltmeister der WBA im Halbmittelgewicht. Er galt zeitweise als bester Boxer der Welt, ungeachtet der Gewichtsklassen (Pound for pound), und fand 2007 Aufnahme in die International Boxing Hall of Fame.
Bei den Amateuren gewann er unter anderem die Goldmedaille im Leichtgewicht bei den Olympischen Sommerspielen 1984 in Los Angeles.

## Amateurkarriere
Pernell Whitaker gewann als Amateur 201 von 215 Kämpfen, davon 91 vorzeitig. Er wurde 1982 US-Meister und nahm an der Weltmeisterschaft 1982 in München teil, wo er durch Siege gegen Ismaldi Pineda, Christopher Ossai, Hussein Khalili und Milivoj Labudović das Finale erreichte und dort knapp mit 2:3 gegen Ángel Herrera unterlag. Diesen schlug er jedoch im Finale der Panamerikanischen Spiele 1983 in Caracas, beim Challenge Match 1983 in Reno und erneut bei einem Länderkampf im Februar 1984.
Durch seinen Sieg bei der US-amerikanischen Olympiaqualifikation in Fort Worth und den Box-Offs in Las Vegas qualifizierte er sich für die Olympischen Sommerspiele 1984 in Los Angeles. Dort siegte er gegen Adolfo Méndez, Geofrey Nyeko, Reiner Gies, Chun Chil-sung sowie Luis Ortiz und gewann die Goldmedaille.

## Profikarriere
Pernell Whitaker stand beim Promoter Main Events unter Vertrag und wurde von George Benton und Lou Duva trainiert. Sein Profidebüt gewann er am 15. November 1984 durch TKO in der zweiten Runde gegen den ungeschlagenen Farrain Comeaux (Kampfbilanz: 11-0).
Er gewann 15 Kämpfe in Folge, davon 9 vorzeitig, schlug dabei Gegner mit positiven Bilanzen wie John Sinegal (21-1), John Montes (29-3), Rafael Williams (24-2) und Miguel Santana (21-1), sowie die Weltmeister Alfredo Layne und Roger Mayweather.
Am 12. März 1988 boxte er gegen José Luis Ramírez (100-6) um den WBC-Weltmeistertitel im Leichtgewicht und verlor umstritten durch Split Decision (113:117, 116:115, 118:113) nach Punkten. Der Kampf, den Whitaker nach Ansicht zahlreicher Sportreporter und Kommentatoren (z. B. Associated Press, United Press International) mit seinem Jab, seinen Kombinationen und Meidbewegungen deutlich beherrscht hatte, wurde im März 1990 vom Ring Magazine als schlimmste Entscheidung des Jahrzehnts im Leichtgewicht bezeichnet. Manipulationsgerüchte, wonach der mexikanische WBC-Präsident José Sulaimán einen Superkampf der beiden Mexikaner José Luis Ramírez vs. Julio César Chávez favorisiert hatte, und dieser durch einen Sieg von Whitaker zunichtegemacht worden wäre, konnten nach einer Verleumdungsklage nicht bewiesen werden. Der Kampf zwischen Ramírez und Chávez fand dann tatsächlich sieben Monate später statt.
Seinen ersten WM-Titel, den IBF-Gürtel im Leichtgewicht, gewann er schließlich am 18. Februar 1989 einstimmig gegen Greg Haugen (23-1), der den Titel im Februar 1988 gegen Vinny Pazienza erkämpft und bereits gegen Miguel Santana und Gert Bo Jacobsen verteidigt hatte. Den IBF-Titel hatte er bereits einmal im Dezember 1986 gegen Jimmy Paul gewonnen. Nach der Niederlage gegen Whitaker wurde Haugen im Februar 1991 gegen Hector Camacho noch WBO-Weltmeister im Halbweltergewicht.
Nach einer Titelverteidigung durch TKO in der dritten Runde gegen Louie Lomeli (24-0), kam es am 20. August 1989 zu einem Rückkampf mit José Luis Ramírez (102-7), welcher seinen WBC-Titel im Kampf gegen Julio César Chávez verloren hatte. Whitaker gewann den Kampf in überlegener Weise einstimmig nach Punkten und gewann auch den vakanten WBC-Titel, den Chávez aufgrund eines Wechsels der Gewichtsklasse niedergelegt hatte.
Die beiden Titel (IBF, WBC) verteidigte er im Februar 1990 einstimmig gegen den späteren IBF-Weltmeister Freddie Pendleton (24-16), der vor dem Kampf gegen Whitaker unter anderem Sammy Fuentes und Livingstone Bramble bezwungen hatte. Eine weitere Titelverteidigung gewann er im Mai 1990 einstimmig gegen Azumah Nelson (31-1), einen dreifachen WBC-Weltmeister im Feder- und Superfedergewicht, der 1994 ebenfalls in die International Boxing Hall of Fame aufgenommen wurde.
In einer Titel-Vereinigung am 11. August 1990 besiegte er Juan Nazario (22-2), der im April 1990 den WBA-Titelträger Edwin Rosario entthront hatte, durch K. o. in der ersten Runde und wurde damit der erste Unumstrittene Boxweltmeister im Leichtgewicht seit Roberto Durán im Jahr 1978. Der erst 1989 eingeführte WBO-Titel zählte noch nicht zu den großen WM-Verbänden und wurde zu diesem Zeitpunkt vom ersten Titelträger Mauricio Aceves gehalten, der in einem WBC-Titelkampf 1988 gegen Roger Mayweather verloren hatte.
1991 verteidigte er alle drei Titel (IBF, WBC, WBA) jeweils einstimmig gegen Anthony Jones (26-2; Ersatzgegner des aufgrund einer Verletzung ausgefallenen Tracy Spann), den Europameister Poli Díaz (32-0) und den Nummer 1-Herausforderer Jorge Paez (38-3), ein IBF/WBO-Titelträger im Federgewicht.
Im Anschluss legte er seine Leichtgewichtstitel nieder und stieg in das Halbweltergewicht auf, wo er am 18. Juli 1992 durch einen einstimmigen Sieg gegen Rafael Pineda (28-1) IBF-Weltmeister wurde. Pineda hatte den Titel im Dezember 1991 gegen Roger Mayweather erkämpft und bestritt gegen Whitaker seine zweite Verteidigung.
Doch schon nach diesem Kampf stieg er erneut eine Klasse höher, in das Weltergewicht auf und entthronte am 6. März 1993 den WBC-Titelträger Buddy McGirt (59-2) durch einen einstimmigen Punktsieg. McGirt, der den Gürtel seit November 1991 getragen hatte und davor bereits IBF-Titelträger im Halbweltergewicht gewesen war, wurde 2019 ebenfalls in die International Boxing Hall of Fame aufgenommen.
Am 10. September 1993 boxte er in einem bereits vor dem Kampf gegen McGirt ausverhandelten Fight gegen Julio César Chávez (87-0) und hatte nach Ansicht der Kommentatoren Steve Albert (Aufgenommen in die International Boxing Hall of Fame), Ex-Weltmeister Bobby Czyz und Ferdie Pacheco von Showtime den Kampf über die volle Distanz dominiert, wobei dem Mexikaner je nach Beobachter nur zwei bis drei Runden zugesprochen worden waren. Überraschenderweise endete der Kampf unentschieden, was aufgrund der von der WBC gestellten Punktrichter und deren teilweiser Auswahl durch Don King erneut Manipulationsvorwürfe aufwarf. So hatte der offizielle Punktrichter Jack Woodruff Whitaker mit 115:113 als Sieger auf den Zetteln, während Mickey Vann und Franz Marti jeweils 115:115 werteten und damit nach geltenden Regeln das Urteil auf Majority Draw lautete. Chávez behielt somit, nach einigen bereits fragwürdigen Entscheidungen der Vergangenheit, seine makellose Bilanz, hatte jedoch die Möglichkeit verpasst, Weltmeister in einer vierten Gewichtsklasse zu werden.
Den WBC-Titel im Weltergewicht verteidigte er im Anschluss noch jeweils einstimmig gegen Santos Cardona (29-3), der nach dem Kampf noch zu vier weiteren WM-Chancen kam, sowie in einem Rückkampf gegen Buddy McGirt (64-3), den er klar mit 163:59 Jabs und 167:95 Wirkungstreffern ausboxte.
Im Anschluss stieg er in das nächsthöhere Halbmittelgewicht auf und setzte sich am 4. März 1995 einstimmig gegen den dortigen WBA-Weltmeister Julio César Vásquez (53-1) durch, der gegen Whitaker seine bereits elfte Titelverteidigung bestritt. Er wurde damit der erst vierte Boxer der Sportgeschichte nach Thomas Hearns, Sugar Ray Leonard und Roberto Durán, der anerkannte WM-Titel in vier Gewichtsklassen gewinnen konnte.
Ohne den WBA-Titel verteidigt zu haben, wechselte er zurück in das Weltergewicht und verteidigte seinen dortigen WBC-Titel gegen den Europameister und Nummer 1-Herausforderer Gary Jacobs (41-5), den ehemaligen IBF-Weltmeister Jake Rodriguez (28-3), zweimal gegen den Nummer 1-Herausforderer Wilfredo Rivera (23-0 bzw. 23-1), sowie gegen den späteren WBA-Weltmeister Diosbelys Hurtado (20-0).
In seiner neunten Titelverteidigung verlor er dann am 12. April 1997 einstimmig gegen Óscar de la Hoya (23-0), der im Laufe seiner Karriere Weltmeister in sechs Gewichtsklassen werden konnte und 2014 in die International Boxing Hall of Fame aufgenommen wurde. Sein nächster Kampf, gegen den von der WBA auf Platz 1 der Herausforderer geführten Andrei Pestrijajew (20-1), endete im Oktober 1997 umstritten; Whitaker, der den Kampf trotz eines Anzählens nach Punkten gewonnen hatte, wurde danach die Einnahme von Kokain nachgewiesen und das Urteil daraufhin in ein wertungsloses Ergebnis geändert (No Contest).
Seinen nächsten Kampf, den er erst im Februar 1999 bestritt, verlor er einstimmig gegen den IBF-Weltmeister Félix Trinidad (33-0), der Weltmeister in drei Gewichtsklassen werden konnte und 2014 Aufnahme in die International Boxing Hall of Fame fand. Im Kampfverlauf erlitt Whitaker einen Niederschlag und einen Kieferbruch.
Seinen nächsten und zugleich letzten Kampf bestritt er am 27. April 2001 gegen Carlos Bojorquez (14-2) und verlor durch TKO in der vierten Runde, nach Anraten des Ringarztes aufgrund einer Schulterverletzung.

## Kampfstil
Whitaker galt als einer der besten Konterboxer aller Zeiten, der die meisten seiner Kämpfe durch seine Schnelligkeit, Beweglichkeit, den Jab und variable Schlagkombinationen beherrschen konnte.
Whitaker selbst beschrieb seinen Kampfstil folgendermaßen: „I’m a mover and I like guys coming forward“... „My style is to hit and not be hit and whatever it takes for me not to get hit; whether it’s bending all the way down to my knees and letting you punch over my head, as long as you don’t hit me, that’s fine“... „I’m not looking for a knockout, I’m not looking for anything special. I’m just looking to dominate“.

## Während und nach dem Boxen
Whitaker, der vor allem zum Ende seiner Karriere unter Alkohol- und Drogenproblemen litt und 2003 auch im Gefängnis saß, war verheiratet und Vater von vier Kindern. Er arbeitete nach seiner aktiven Karriere sporadisch als Boxtrainer und betreute dabei unter anderem Paul Spadafora und Zab Judah.

## Tod
Pernell Whitaker starb am 14. Juli 2019 im Alter von 55 Jahren an den Folgen eines Verkehrsunfalles, als er nachts im Kreuzungsbereich Northampton Boulevard und Baker Road in Virginia Beach zu Fuß von einem Fahrzeuglenker erfasst worden war.